# Terre-de-Bas
Terre-de-Bas è un comune francese di 1.110 abitanti situato sull'isola maggiore dell'arcipelago delle Îles des Saintes, facente parte del dipartimento d'oltre mare di Guadalupa.